# Мокіно (Нью-Мексико)
Мокіно (англ. Moquino) — переписна місцевість (CDP) в США, в окрузі Сібола штату Нью-Мексико. Населення — 31 особа (2020).

## Географія
Мокіно розташоване за координатами 35°10′48″ пн. ш. 107°22′12″ зх. д. / 35.18000° пн. ш. 107.37000° зх. д. (35.180056, -107.370136).  За даними Бюро перепису населення США в 2010 році переписна місцевість мала площу 6,02 км², уся площа — суходіл.

## Демографія
Згідно з переписом 2010 року, у переписній місцевості мешкало 37 осіб у 15 домогосподарствах у складі 11 родини. Густота населення становила 6 осіб/км².  Було 21 помешкання (3/км²).
Расовий склад населення:
| - 59,5 % — білих - 27,0 % — корінних американців - 10,8 % — осіб інших рас |

До двох чи більше рас належало 2,7 %. Частка іспаномовних становила 56,8 % від усіх жителів.
За віковим діапазоном населення розподілялося таким чином: 29,7 % — особи молодші 18 років, 59,5 % — особи у віці 18—64 років, 10,8 % — особи у віці 65 років та старші. Медіана віку мешканця становила 40,3 року. На 100 осіб жіночої статі у переписній місцевості припадало 94,7 чоловіків;  на 100 жінок у віці від 18 років та старших — 100,0 чоловіків також старших 18 років.
Цивільне працевлаштоване населення становило 0 осіб. 